# Erin Gallagher
Pour les articles homonymes, voir Gallagher.
Erin Gallagher, née le 18 décembre 1998 à Durban, est une nageuse sud-africaine, spécialiste de la nage libre et du papillon. Elle remporte 8 titres lors des Jeux africains de 2019.

## Carrière
En 2014, elle se qualifie pour les Jeux du Commonwealth où elle atteint les demi-finale du 100 m nage libre. Quatre ans plus tard, aux Jeux du Commonwealth de 2018 à Gold Coast, elle obtient comme meilleur résultat une 5e place sur le 50 m nage libre et sur le 4 × 100 m nage libre.
Lors des Championnats du monde 2017, elle est éliminée lors des séries du 100 m nage libre avec un temps de 55 s 46, la classant 24e. À Gwangju pour les Championnats du monde 2019, elle fait partie du relais 4 × 100 m 4 nages mixte qui établit un nouveau record d'Afrique en 3 min 49 s 90 avec Christopher Reid, Tatjana Schoenmaker et Ryan Coetzee. Finalement, elle ne réussit pas à passer le cap des séries sur les 6 courses dans lesquelles elle est engagée.
Lors des Championnats d'Afrique 2018 à Alger, elle obtient neuf médailles : cinq en or (sur le 100 mètres nage libre, sur le 50 mètres dos, sur le 4 × 100 m nage libre, sur le 4 × 200 m nage libre et sur le 4 × 100 m quatre nages) et quatre en argent (sur le 50 mètres nage libre, sur le 50 mètres papillon, sur le 100 mètres papillon et sur le 4 × 100 m nage libre mixte).
Aux Jeux africains de 2019, elle devient la première athlète sud-africaine à passer sous la barre des 25 s au 50 m nage libre avec un temps de 24 s 95 lors de la finale. De plus, elle bat son propre record d’Afrique du Sud de presque dix centièmes (25 s 03). Deux jours auparavant, elle obtient la médaille d'argent sur le 50 m papillon en avec un nouveau record national en 26 s 24. Elle remporte aussi l'or sur le 100 m nage libre devant l'Égyptienne Farida Osman. Lors de ces Jeux, elle remporte trois médailles d'or individuelles, cinq en relais et deux médailles d'argent individuelles (50 et 100 m papillon).